# Китаев, Владимир Михайлович
Владимир Михайлович Китаев (род. 1 июля 1984, Находка, Приморский край, СССР) — российский военнослужащий, наемник ЧВК «Вагнер», врио командира 5 Штурмового отряда, позывные «Китаец» (до 2019), «Айсмэн» и «Сталин». Участник военной операция России в Сирии, вторжения России на Украину. Находится под санкциями Украины.

## Биография
Владимир Михайлович Китаев родился 1 июля 1984 в Находке, СССР. Окончил профессиональное училище по специальности электрика. Во время срочной службы был в уссурийской 14-й бригаде спецназа ГРУ Минобороны РФ. В 2005 году воевал на Северном Кавказе. В 2010 год был условно осужден на год за поножовщину. После судимости проработал инкассатором в Сбербанке.
С мая 2015 года присоединился к «ЧВК Вагнер». При вступлении отметил, что он работал «помощником депутата» и является членом КПРФ.
По информации расследования центра «Досье», изданий Die Welt, Insider, Paris Match, Arte и телеканала «Настоящее время» в 2017 году принимал участие в пытках и казни сирийца Эль-Исмаила. Китаев с коллегами несколько раз стреляли в жертву, раздробили с использованием кувалды его конечности, после этого отрезали ему голову, а после подожгли обезглавленное тело. Акт убийства решили опубликовать в доказательство совершенного. Прокуратура и Следственный комитет Российской Федерации заявили о недостоверности информации и отказались проводить расследование. После принятия участия в казни Китаев сменил позывной с «Китаец» на «Айсмен», стал командиром 5-го штурмового отряда «Вагнера» и возглавил взвод ЧВК «Вагнер» в Африке.
24 апреля 2023 года на входе в следственный отдел в Саратове в присутствии сотрудников МВД Китаев ударил по лицу Азамата Улдарова и пригрозили убить за показания против Евгения Пригожина и Китаева.
Находится под санкциями Украины.
Агентство УНИАН утверждает, что В. М. Китаев был награжден секретным приказом званием Герой Российской Федерации, по сведениям этого агентства информационные каналы, связанные с Е. В. Пригожиным, раскрыли этот факт 11 июня 2023 года во время продолжительной полемики руководителя ЧВК «Вагнер» с министерством обороны РФ.